# دان جيانكولا
دان جيانكولا هو لاعب كرة القدم الكندية كندي، ولد في 28 يناير 1970.